# Berg (Rhin-Lahn)
Pour les articles homonymes, voir Berg.
Berg est une municipalité du Verbandsgemeinde Nastätten, dans l'arrondissement de Rhin-Lahn, en Rhénanie-Palatinat, dans l'ouest de l'Allemagne.